# Harry Lange
Harry Einar Lange, född 29 juli 1926 i Göteborg (men föräldrarna bosatta i Kristinehamn), död 27 mars 2023 i Fuengirola, Spanien, var en mångsidig svensk illustratör som medverkat i ett flertal tidningar, tidskrifter och bokverk. Harry Lange har blivit mest känd för sina tecknade landskapskort, vykort och julkort som de allra flesta svenskar kommit i kontakt med någon gång.

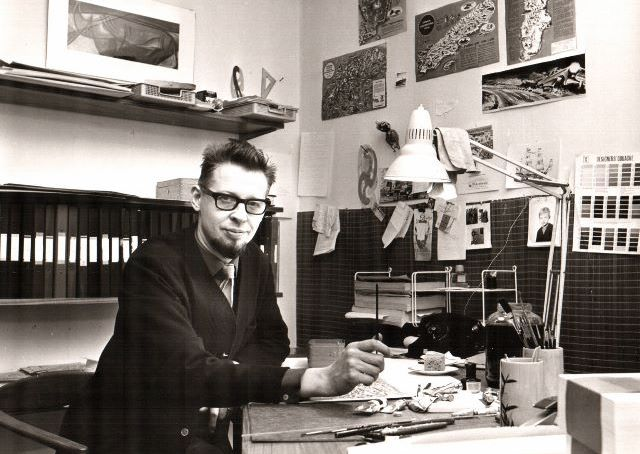
Harry Lange i sin ateljé på 1960-talet.

## Biografi
Åren 1944–1945 gick Harry Lange på illustratörslinjen på Stockholms Reklamskola, där han undervisades av bland andra den danske konstnären Almar Bech. Lange arbetade efter utbildningen som tecknare på Centrala Flygverkstaden i Arboga och därefter på Arméstabens bilddetalj i Stockholm. Harry Lange illustrerade där handboken Soldaten i Fält 1953 som användes som lärobok för alla Sveriges värnpliktiga.
1956 övergick Harry Lange till att bli frilansande tidningstecknare. Fram till slutet av 1960-talet tecknade han åt Expressen, Tidningen SE, Teknikens Värld, Allt om Bilen, Motor, Teknik för Alla, Tidningen Utflykt, Vecko-Revyn, SVT, Allers och ett stort antal andra dagstidningar och tidskrifter. Harry Lange gjorde under den här tiden också bokillustrationer för bl.a. årsboken När Var Hur och Havet är vår framtid (bokomslag).
Harry Lange startade 1963 tillsammans med sin hustru Inger Lange, född Kock, förlaget Harry Lange Tecknarstudio, som gav ut illustrerade vykort över hela Sverige. Harry Lange ritade landskapskartor, städer, djurparker, skidorter etc. Kartkorten publiceras under ett flertal år i tidningen Allers. Närmare 2000 olika tecknade och fotograferade vykort gavs ut av förlaget innan utgivningen upphörde 2001. 
År 1975 fick Harry Lange stipendium från Konstnärstipendienämnden och 1991 blev han hedersmedlem i föreningen Svenska Tecknare.
Mellan 1992 och 2001 tecknade Harry Lange cirka 200 julkort över svenska städer som gavs ut på sonens förlag, Peter Lange Konstförlag AB, Stockholm. År 2003 flyttade Lange till Fuengirola i Spanien. Där börjar han måla i olja och motiven hämtar han från sina drömmar - "Los Sueños".
2010–2011 hade Harry Lange den retrospektiva utställningen Vykortskungen på Postmuseum i Stockholm.

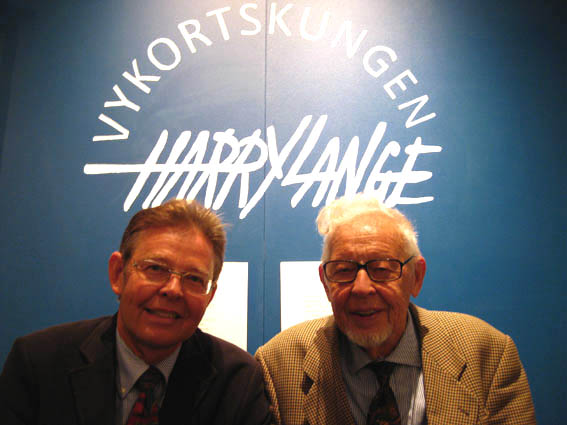
Peter och Harry Lange på utställningen Vykortskungen, Postmuseum, Stockholm 2010

## Exempel på uppdrag som frilansande tidningstecknare
- 1956 – Sovjet invaderar Budapest, Harry Lange illustrerar händelsen för svenska dagstidningar.
- 1957 – Den ryska rymdkapseln Sputnik med hunden Laika skjuts upp i en omloppsbana runt jorden. Harry Lange illustrerar ett tidningsomslag och gör också en rymdserie.[10]
- 1958 – Harry Lange medverkar som illustratör i uppslagsverket Focus utgiven av Almqvist & Wiksell.[11][12]
- 1960 - Anders Franzén och dykaren Per Edwin Fälting skall bärga Regalskeppet Wasa åt Sjöfartsmuseet. Harry Lange gör den första teckningen medan skeppet fortfarande ligger på sjöbotten – bilden publiceras i årsboken "När Var Hur" 1960 och Wasa bärgas sedan 1961.[13]
- 1960-talet - Racerföraren och radioprofilen CG Hammarlund, Sveriges Bilradio, behöver teckningar för en ny serie om bilar och bilkörning i tidningen Allt om Bilen. Harry Lange illustrerar och CG Hammarlund skriver.[14]
- 1960 - Den legendariske ishockeyspelaren Sven Tumba Johansson behöver en teckning på sitt nya ishockeyspel. Harry Lange ritar den första bilden.[15]
- 1961 – Tore Wretman renoverar Operakällaren. Tidningarna behöver bilder. Harry Lange illustrerar och Gustav von Platen skriver i Vecko-Journalen.[16]
- 1961 – Harry Lange vinner förstapriset i tidskriften ”Filmtekniks” nordiska tävling för illustrerade filmmanus. Harry Lange var under 1960-talet en hängiven filmare både i 16 mm- och 8 mm-formatet. Han spelade bl.a. in en tecknad 16 mm kortfilm – ”Snick, Snack och Snurre”.[17]
- 1961 - Tidningen Teknikens Värld behöver en illustration på framtidens TV-apparat. Harry Lange ritar en platt TV som sitter på väggen ansluten till en kontrollbox på soffbordet.[18]
- 1964 – Harry Lange tecknar bilder på den förarlösa bilen i Motormännens Riksförbunds tidning ”Motor”.[19]
- 1967 - Bengt Feldreich och Ingemar Leijonborg skall göra TV-serien ”År 2000” för Sveriges Television. Harry Lange får i uppdrag att göra illustrationerna, han tecknar bl.a. framtidens fordon inför kameran.[20]

## Källhänvisningar
1. ↑  ”Kristinehamns kyrkoarkiv, Födelse- och dopböcker, SE/VA/13289/C I/20 (1917-1928), bildid: 00035842_00297, sida 293”. Riksarkivet. https://sok.riksarkivet.se/bildvisning/00035842_00297. Läst 4 april 2023.
2. ↑   https://svenskamagasinet.nu/artiklar/kultur/vykortkungen-illustratoren-och-konstnaren-harry-lange-har-avlidit/?noamp=mobile
3. ↑  Pelarböckerna, Svensk Läkartidnings Förlag, A.B.R.W. Statlander, Stockholm (1962). Havet är vår Framtid. sid. Omslag
4. ↑  Ex. på införanden i Allers: 30/5 1965 Kartkort Bohuslän, 6/6 1965 Kartkort Värmland
5. ↑  Tecknaren, Föreningen Svenska Tecknares Medlemstidning Nr 7 år 2000. Sid. 25 - 27. ISSNR 0347-7673
6. 1 2  Vykortets Historia, Arne Sandström Sid. 81 – 84, Stockholm 2015, ISBN 978-91-86853-66-2
7. ↑  Svenska Magasinet, 15 december-15 januari 2013
8. ↑  GAC, Gallery Art Club, Fuengirola 2014
9. ↑  Nytt på Postmuseum, Stockholm, Nr 3 år 2010, Sid. 3
10. ↑  Äventyrens Värld Nr. 1, Specialnummer om Sputnik. (December 1957). Åhlén & Åkerlunds Förlags AB, Ungdomstidningarna..
11. ↑  Focus Uppslagsbok 1957, Almquist & Wiksell, Stockholm. Band 2, FN-K
12. ↑  Focus Uppslagsbok 1958, Almquist & Wiksell, Stockholm. Band 4, SE-Ö
13. ↑  Årsboken När Var Hur 1960
14. ↑  Allt om Bilen 11 juni 1962
15. ↑  Stiga AB. Tumba Hockey 1958
16. ↑  Veckojournalen 1961, Nr.36, sid. 16. Text G. von Platen. Vad har skett med nya Operakällaren?.
17. ↑  Tidskriften Filmteknik Nr 4 1961
18. ↑  Teknikens Värld Nr 24 år 1961
19. ↑  Tidningen Motor, Motormännens Riksförbund  Nr. 1 år 1964
20. ↑  "År 2000 - Människan i morgondagens värld"., SVT1/Utbildning, 1967. Bengt Feldreich, Ingemar Leijonborg